# Holomelina disparilis
Holomelina disparilis là một loài bướm đêm thuộc phân họ Arctiinae, họ Erebidae.